# Minjor-Stadion
Das Minjor-Stadion ist ein Multifunktionsstadion in der bulgarischen Stadt Pernik. Es bietet Platz für 8.000 Zuschauer und dient dem Fußballverein Minjor Pernik als Heimstätte.

## Geschichte

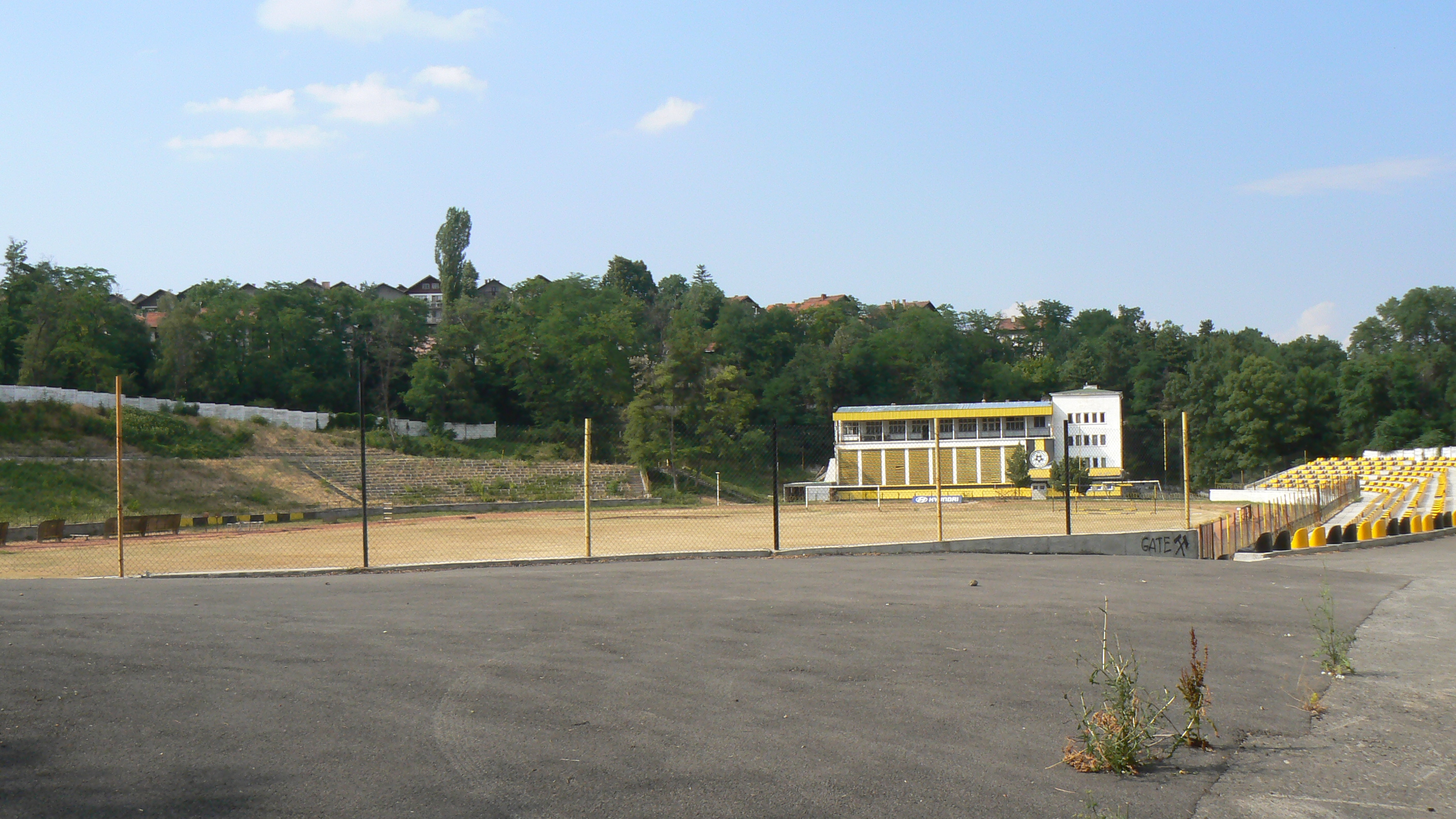
Blick in das Stadion

Das Minjor-Stadion in Pernik, einer Stadt mit etwas mehr als 100.000 Einwohnern im Westen Bulgariens rund dreißig Kilometer südwestlich der Hauptstadt Sofia gelegen, wurde in den Jahren 1951 bis 1954 erbaut und am 30. Mai 1954 in Anwesenheit vieler Politiker, Militärs und Sportler eröffnet. Zuvor befand sich an gleicher Stelle ein Sportplatz, der von dem örtlichen Fußballclub Minjor Pernik genutzt wurde. Das letzte Spiel auf dem alten Spielfeld stieg 1951 gegen den sowjetischen Verein Schachtar Donezk aus der heutigen Ukraine. Im gleichen Jahr begannen die Bauarbeiten am Minjor-Stadion, die drei Jahre darauf, 1954, beendet waren. Seitdem wird die Sportstätte von Minjor Pernik als Austragungsort für Heimspiele im Fußballsport genutzt. Minjor Pernik hat als bisher größten Erfolg der Vereinsgeschichte das Erreichen des Endspiels im bulgarischen Fußballpokal, beziehungsweise im damaligen Sowjetarmee-Pokal, im Jahre 1958, wo man jedoch Spartak Plowdiw mit 0:1 unterlag. Im Ligabetrieb spielte der Verein bis heute mehr als dreißig Spielzeiten in Bulgariens höchster Liga, der A Grupa. Dort ist man auch derzeit aktiv, nachdem in der Saison 2007/08 der Aufstieg aus der B Grupa gelungen war. Seitdem spielt Minjor Pernik in der ersten Liga.
Im Laufe der Jahre hatte das Minjor-Stadion zwischenzeitlich den Namen Georgi-Dimitrow-Stadion, nach Georgi Dimitrow (1882–1949), einem bulgarischen kommunistischen Politiker und von 1946 bis zu seinem Tod Ministerpräsident von Bulgarien. Nach der politischen Wende in Osteuropa wurde die Sportstätte umbenannt und erhielt den Titel Minjor-Stadion. Das Minjor-Stadion bietet heute Platz für 8.000 Zuschauer. Einst lag die Kapazität des Stadions bei etwa 20.000 Zuschauerplätzen, doch im August 2009 musste das Minjor-Stadion umgebaut werden, um die Auflagen des bulgarischen Fußballverbandes für die Zulassung zur A Grupa zu erfüllen. Bei den Renovierungen wurde die Westtribüne komplett neu gebaut und mit Sitzplätzen ausgestattet. Es existieren derzeit Pläne, einen Ausbau des Stadions vorzunehmen.